# Leucinodes laisalis
Leucinodes laisalis là một loài bướm đêm trong họ Crambidae.